# Malmö Förenade Bryggerier
Aktiebolaget Malmö Förenade Bryggerier var ett svenskt bryggeriföretag i Malmö.
Företaget bildades 1912 genom sammanslagning av de fem stora bryggerierna i Malmö: Malmö bryggerier AB, Mattssonska Bryggeri AB, Bryggeri Stenbocken, Richters Bryggeri AB och Malmquist Bryggeri AB. Efter sammanslagningen lades tidigare bryggerier ner tills enbart tidigare Richters bryggeri och Malmquists bryggeri på Ystadvägen fanns kvar. Ludvig Wilhelm Malmquist blev företagets första verkställande direktör. Han efterträddes 1937 av sonen Erik Malmquist.
Under 1960-talet slogs ett antal bryggeriföretag ihop, varefter Malmö Förenade Bryggerier blev en del av Pripp-Bryggerierna. Bryggeriet på Ystadvägen fanns kvar till 1993 varefter öltillverkningen i Malmö upphörde.
Sedan 2010 finns ett mikrobryggeri, Malmö Brygghus, i Richters gamla lokaler vid Bergsgatan-Möllevångsgatan. Ystadvägens gamla bryggerilokaler är skejtpark sedan 1998.

## Källhänvisningar
1. 1 2  Bryggerier Arkiverad 6 november 2018 hämtat från the Wayback Machine., Kulturarv Malmö
2. ↑  Malmquist, John Erik och Malmquist, Ludvig Wilhelm i Vem är Vem?: Skånedelen (första upplagan, 1948)
3. ↑  Bryggarens hus blir pub, Sydsvenskan, 4 maj 2013
4. ↑  Bryggerihistoria: från mikro till makro, Sydsvenskan, 22 december 2013